# Campanha do Paraná
A Campanha do Paraná foi a continuação da Revolta Paulista de 1924 no oeste do Paraná, de 1924 a 1925, concluindo com a formação da Coluna Miguel Costa-Prestes. Revoltosos tenentistas, liderados por Isidoro Dias Lopes, retirando-se de São Paulo, desceram o rio Paraná e se fixaram na região de Guaíra a Foz do Iguaçu, de onde, a partir de outubro de 1924, enfrentaram as forças do governo brasileiro, comandadas pelo general Cândido Rondon. Em abril de 1925, outra coluna rebelde, liderada por Luís Carlos Prestes, chegou do Rio Grande do Sul e se uniu aos paulistas. Eles adentraram o Paraguai para escapar o cerco governista e retornaram ao Brasil pelo sul de Mato Grosso, continuando o movimento armado.

## Chegada no Paraná
Muito antes da chegada dos rebeldes, em 15 de julho, o capitão Dilermando de Assis foi enviado com um Regimento Provisório de 60 homens para defender Guaíra, que ele chamou de “Constantinopla inexpugnável”. Em 31 de agosto a vanguarda dos revolucionários, comandada pelo general João Francisco Pereira de Souza, tomou a primeira posição em território paranaense, o Porto São José. Guaíra tinha boas posições defensivas, mas foi abandonada com pouca resistência em 14 de setembro, abrindo o caminho para Foz do Iguaçu, tomada no dia 24. A expansão foi rápida, e a cavalaria foi a leste para Catanduvas. Emissários dos conspiradores do Rio Grande do Sul, onde outra revolta era iminente, encontraram-se com os paulistas.
O grosso do exército revolucionário demorou a chegar, devido ao pequeno número de embarcações e a necessidade de fazer reconhecimentos. Em 23 de setembro os paulistas ainda estavam nas ilhas entre São Paulo e Mato Grosso. Eles foram atacados por legalistas da 4.ª Circunscrição Militar, de Mato Grosso, e um batalhão inteiro se rendeu. Só em 14 de outubro o general Isidoro desembarcou em Guaíra. Ao final de outubro, os rebeldes estavam todos no triângulo formado pelos rios Paraná, Piquiri e Iguaçu, uma área maior que a Suíça, com dois lados assegurados por fronteiras internacionais (com a Argentina e o Paraguai) e o restante coberto pela Serra do Medeiros e outros acidentes naturais.

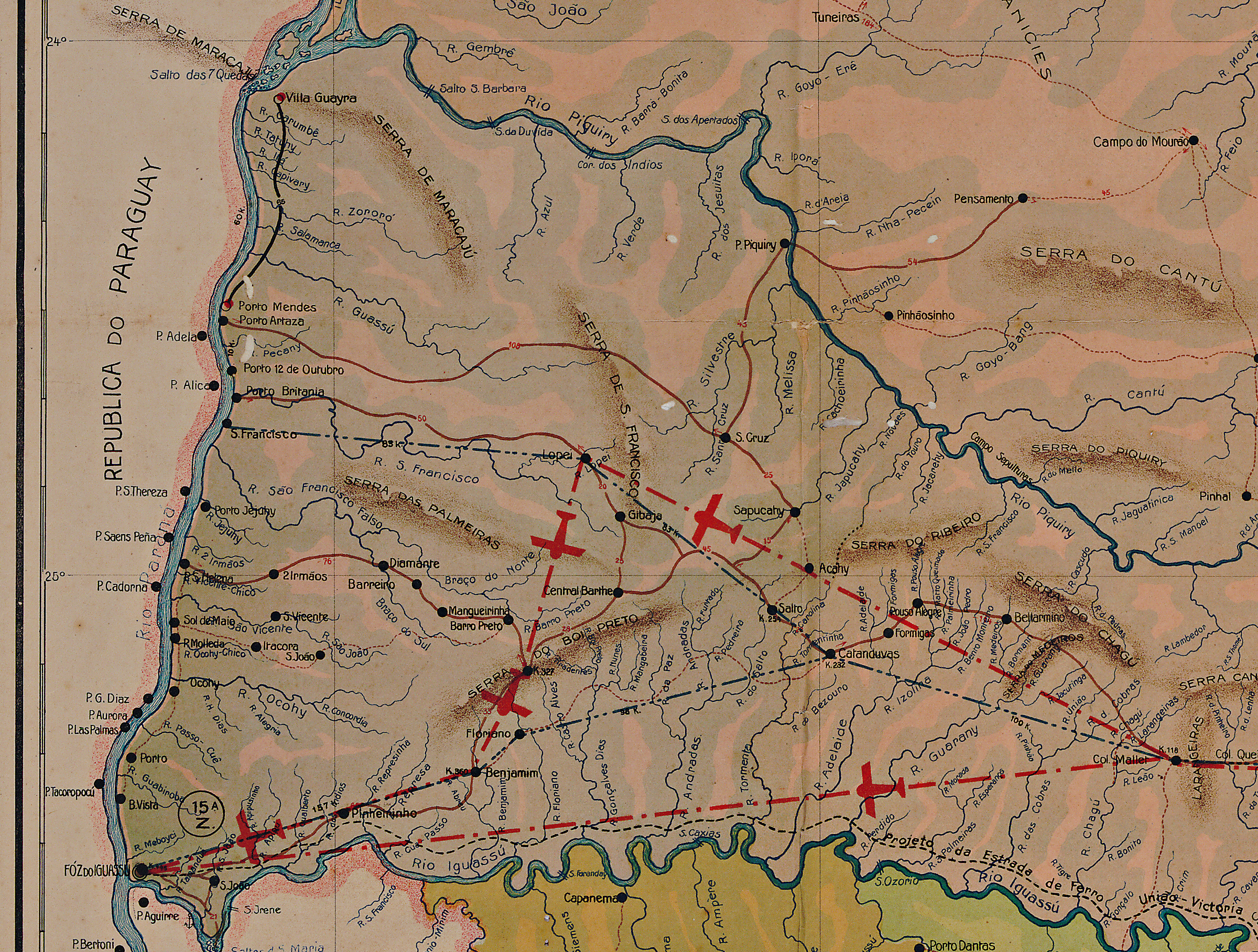
Região conflagrada no Paraná

Acostumados a cidades, vilas e plantações, os paulistas encontraram um novo tipo de guerra no oeste do Paraná. O território era coberto de mata virgem, com baixa densidade demográfica. As densas florestas de pinheiros e os taquaruçus espinhentos impunham muitos sacrifícios aos soldados. A população era mais argentina e paraguaia do que brasileira, o principal idioma era o castelhano e a moeda era o peso argentino. A atividade econômica era dominada pelas “obrages”, grandes domínios rurais de extração de madeira e erva-mate, com a mão-de-obra sujeita à escravidão por dívida. O conflito teve forte impacto sobre as estruturas físicas e sociais da região e trouxe a presença estrangeira à consciência nacional. Vários dos revolucionários participantes estiveram em posições de poder no Estado Novo, que, buscando integrar a região ao país, promoveu a Marcha para o Oeste.

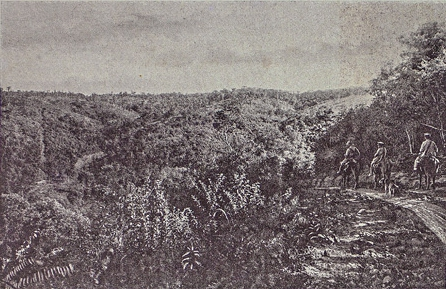
Terreno na serra de Medeiros

O governo reagiu, reunindo um efetivo que chegaria a mais de 12 mil homens, ao comando do general Rondon. Sob suas ordens estavam unidades do Exército Brasileiro, das forças estaduais e de batalhões patrióticos. Rondon preferia a Força Militar do Paraná e outros militares estaduais aos oficiais do Exército, pois eles tinham simpatia pelos tenentistas. Os rebeldes tinham cerca de 3 mil homens. Em 28 de outubro, novas revoltas eclodiram no Rio Grande do Sul.

## Guerra de trincheiras

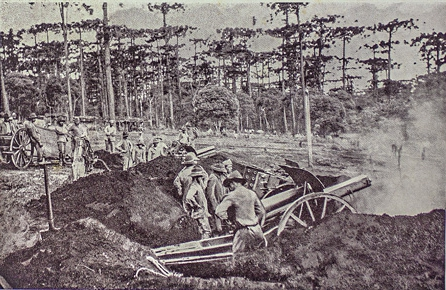
3.º Grupo de Artilharia Pesada no bombardeio de Catanduvas

Os rebeldes tentaram avançar a leste, até Guarapuava e Ponta Grossa, para estabelecer uma ligação ferroviária com o Rio Grande do Sul. Em novembro, encontraram os legalistas no alto da serra do Medeiros, onde foram repelidos, recuando a Belarmino e Formigas, posições que perderiam até o fim do ano, recuando até as redondezas de Catanduvas, onde ficaram na defensiva. Tanto os oficiais paulistas quanto o general Rondon pensavam nos termos de uma guerra estática, com grandes unidades e ataques frontais maciços. Isto garantiu a vitória dos legalistas, que recebiam reforços e suprimentos, enquanto os rebeldes não tinham nenhum abastecimento regular.
A batalha por Catanduvas redundou numa guerra de trincheiras improvisadas, cavadas muito perto dos inimigos. Os soldados de ambos os lados sofreram, mas especialmente os rebeldes, com pouca munição e comida. O ambiente era muito propício à proliferação de doenças, que mataram mais do que os ferimentos em combate. O general Rondon evitou os ataques de infantaria, desgastando os rebeldes com canhões, obuses e morteiros. A moral foi lentamente corroída, e ambos os lados tiveram grandes números de desertores, mas especialmente os rebeldes.

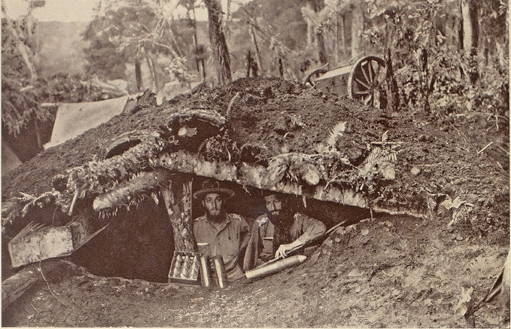
Abrigo para munições de artilharia

Grande parte do efetivo dos rebeldes estava em reserva, e não em Catanduvas. Em janeiro os rebeldes planejaram atacar em Catanduvas e mandar a Coluna da Morte contra a retaguarda inimiga em Formigas; o primeiro componente do plano não ocorreu, pois os legalistas lançaram seu próprio ataque de retaguarda. A invasão a Formigas, por uma picada aberta na floresta, pegou o acampamento inimigo de surpresa, culminando em combate corpo a corpo. Os atacantes tiveram que recuar após a chegada de reforços, mas a batalha atrasou os planos legalistas.

## Junção dos paulistas e gaúchos

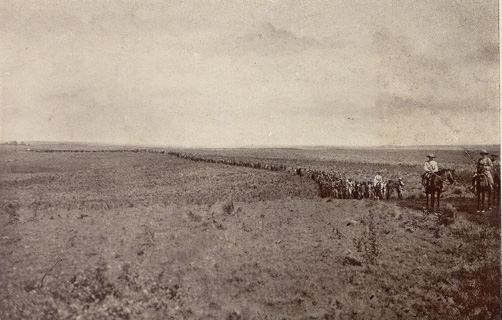
Prisioneiros de guerra de Catanduvas

Em fevereiro houve negociações de paz infrutíferas em Posadas, na Argentina. Em 27 de março começou a ofensiva final a Catanduvas, com 4 000 atacantes contra 500 defensores. Das 07h00 às 13h00, a artilharia disparou 1 200 granadas nas trincheiras, seguido de um ataque frontal e geral. No dia 30, 404 defensores se renderam, enquanto uma minoria ainda escapou. Os sobreviventes estavam doentes, descalços e esqueléticos, com as roupas em farrapos. O general Rondon prometeu tratamento humanitário aos prisioneiros de guerra, mas assim que eles saíram de sua jurisdição, foram tratados com brutalidade, degredados para a colônia penal de Clevelândia, no Amapá, de onde poucos voltariam vivos.
Os demais rebeldes bateram em retirada, rumo ao rio Paraná. No caminho, remanescentes da revolta gaúcha de outubro, liderados por Luís Carlos Prestes, finalmente alcançaram os paulistas na localidade de Benjamim, em 3 de abril. Com as duas colunas unidas, o plano seria prosseguir a Mato Grosso, mas os rebeldes haviam cometido o erro de abandonar Guaíra, que foi ocupada por legalistas mato-grossenses em 9 de abril. Eles tentaram retomar a cidade, mas foram repelidos. Uma tentativa de abrir caminho para o leste não prosperou.

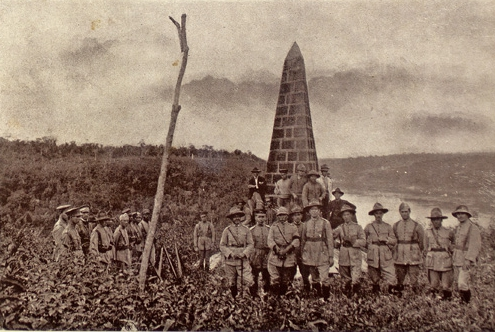
O general Rondon no marco de fronteira com a Argentina em Foz do Iguaçu

Os rebeldes agora estavam encurralados num “fundo de garrafa”, sem saída aparente. O comando permanecia com Isidoro, com os paulistas, cerca de 1,4 mil homens, comandados por Miguel Costa, e os gaúchos, metade desse número, com Prestes. Em 12 de abril, o comando revolucionário, reunido em Foz do Iguaçu, Prestes sugeriu cruzar a fronteira internacional e atravessar o Paraguai para retornar a Mato Grosso, onde combateriam pela guerrilha. A ideia foi aceita. Isidoro seguiu ao exílio, de onde buscaria armas e apoio político, enquanto o comando da “1.ª Divisão Revolucionária” ficou com Miguel Costa. Os combatentes paulistas passaram ao comando de Juarez Távora. Em 27 de abril os rebeldes começaram uma travessia de três dias para o Paraguai, concluindo a guerra no Paraná.

### Citações
1. ↑  Savian 2023, p. 196-202.
2. ↑  Savian 2023, p. 200.
3. 1 2  Savian 2023, p. 267.
4. ↑  Donato 1987, p. 175.
5. 1 2 3  Heller 2006, p. 75.
6. ↑  Heller 2006, p. 76-80.
7. ↑  Silva 1971, p. 39.
8. 1 2  Heller 2006, p. 87-88.
9. ↑  Savian 2023, p. 139.
10. ↑  Savian 2023, p. 140.
11. ↑  Heller 2006, p. 91.
12. ↑  Savian 2023, p. 143.
13. ↑  Meirelles 2002, p. 225.
14. ↑  Heller 2002, p. 68-69.
15. ↑  Heller 2006, p. 16.
16. ↑  Toledo 2020, p. 22.
17. ↑  Heller 2006, p. 16-17.
18. ↑  Toledo 2020, p. 21.
19. ↑  Bergold 2016, p. 141, 147, 150.
20. ↑  Heller 2006, p. 92.
21. ↑  Savian 2023, p. 146.
22. ↑  Savian 2023, p. 153.
23. ↑  Savian 2023, p. 157.
24. ↑  Heller 2006, p. 91-92.
25. ↑  Savian 2023, p. 162-169.
26. ↑  Diacon 1998, p. 426.
27. 1 2  Bordim 2014, p. 65.
28. 1 2  Heller 2006, p. 120.
29. ↑  Savian 2023, p. 250.
30. ↑  Toledo 2020, p. 26.
31. 1 2 3 4  Rohter 2019, cap. 19.
32. ↑  Savian 2023, p. 177.
33. ↑  Meirelles 2002, p. 328-330.
34. ↑  Tecchio 2012, p. 101.
35. ↑  Savian 2023, p. 179.
36. ↑  Heller 2006, p. 125-126.
37. ↑  Donato 1987, p. 260.
38. ↑  Meirelles 2002, p. 354-356.
39. ↑  Bordim 2014, p. 66.
40. ↑  Savian 2023, p. 217-220.